# 木瀬照雄
木瀬照雄（きせ てるお、1947年4月29日- ）は日本の実業家。TOTO会長兼取締役会議長。社団法人日本建材・住宅設備産業協会（建産協）会長、九州経済連合会副会長。 福岡県北九州市出身。

## 人物
1947年、福岡県北九州市に生まれる。幼稚園の同級生に大相撲元小結の大潮憲司。北九州市立高見中学校、ラ・サール高等学校、京都大学教育学部卒業。1970年、東陶機器（現・TOTO）株式会社入社。1992年営業本部営業企画部長就任。1996年取締役経営戦略室長、2000年取締役上席常務執行役員マーケティング本部長、2002年取締役専務執行役員販売推進グループ長に就任。2003年、同社社長に就任。2009年、同社会長兼取締役会議長に就任。2014年、同社相談役に就任し、1億3800万円の役員報酬を受ける
（現在は同社特別顧問）。2017年秋の叙勲で旭日重光章を受章。

## 著書
- コンポンを見つければ仕事は必ずうまくいく

木瀬照雄、日比野省三著、講談社版、2008年4月発行、ISBN 978-4-06-214663-0